# Adolf Landolt
Adolf Landolt (* 31. Januar 1907 in Näfels; † 19. Oktober 1973 in Binningen, christkatholisch, heimatberechtigt in Näfels) war ein Schweizer Politiker (SP).

## Leben
Adolf Landolt kam am 31. Januar 1907 in Näfels als Sohn des Zettelauflegers, einer Tätigkeit in der Textilindustrie, Josef Landolt und der Maria geborene Wittmann zur Welt. Landolt nahm ein Studium der Rechte auf, das er mit dem Erwerb des akademischen Grades eines Dr. iur. abschloss. Parallel dazu absolvierte er eine Ausbildung zum christkatholischen Pfarrer.
Im Jahr 1948 wurde Adolf Landolt nach der Einführung der AHV die Leitung der kantonalen Ausgleichskasse Baselland in Binningen übertragen, die er bis 1968 innehatte und die er mit seinen rasch wachsenden Aufgaben auf- und ausbaute. Er galt als ausgewiesener Experte im Sozialversicherungswesen.
Adolf Landolt heiratete im Jahr 1938 die gebürtige Lengnauerin Anna Gertrud geborene Braunschweig. Er verstarb am 19. Oktober 1973 wenige Monate vor Vollendung seines 67. Lebensjahres in Binningen.

## Politische Ämter
Als Mitglied der Sozialdemokratischen Partei war Adolf Landolt von 1947 bis 1963 im basellandschaftlichen Landrat vertreten, davon zwischen 1961 und 1962 Präsident. Dazu gehörte ab 1959 der kantonalen Steuerrekurskommission an. Darüber hinaus nahm er von Juni bis Oktober  1959 als Nachfolger für Leo Lejeune Einsitz in den Nationalrat. Landolt scheiterte im Herbst 1959 an der Wiederwahl.